# Cantone di Lodève
Il Cantone di Lodève è una divisione amministrativa francese dell'arrondissement di Lodève e dell'arrondissement di Montpellier.
A seguito della riforma approvata con decreto del 26 febbraio 2014, che ha avuto attuazione dopo le elezioni dipartimentali del 2015, è passato da 16 a 54 comuni.

## Composizione
I 16 comuni facenti parte prima della riforma del 2014 erano:
- Le Bosc
- Fozières
- Lauroux
- Lodève
- Olmet-et-Villecun
- Les Plans
- Poujols
- Le Puech
- Saint-Étienne-de-Gourgas
- Saint-Jean-de-la-Blaquière
- Saint-Pierre-de-la-Fage
- Saint-Privat
- Soubès
- Soumont
- Usclas-du-Bosc
- La Vacquerie-et-Saint-Martin-de-Castries

Dal 2015 i comuni appartenenti al cantone sono i seguenti 54:
- Agonès
- Le Bosc
- Brissac
- Causse-de-la-Selle
- Le Caylar
- Cazilhac
- Celles
- Claret
- Le Cros
- Ferrières-les-Verreries
- Fontanès
- Fozières
- Ganges
- Gorniès
- Laroque
- Lauret
- Lauroux
- Lavalette
- Lodève
- Mas-de-Londres
- Montoulieu
- Moulès-et-Baucels
- Notre-Dame-de-Londres
- Olmet-et-Villecun
- Pégairolles-de-Buèges
- Pégairolles-de-l'Escalette
- Les Plans
- Poujols
- Le Puech
- Les Rives
- Romiguières
- Roqueredonde
- Rouet
- Saint-André-de-Buèges
- Saint-Bauzille-de-Putois
- Saint-Étienne-de-Gourgas
- Saint-Félix-de-l'Héras
- Saint-Jean-de-Buèges
- Saint-Jean-de-la-Blaquière
- Saint-Martin-de-Londres
- Saint-Maurice-Navacelles
- Saint-Michel
- Saint-Pierre-de-la-Fage
- Saint-Privat
- Sauteyrargues
- Sorbs
- Soubès
- Soumont
- Usclas-du-Bosc
- La Vacquerie-et-Saint-Martin-de-Castries
- Vacquières
- Valflaunès
- Viols-en-Laval
- Viols-le-Fort